# ديجيترك
ديجيترك (بالإنجليزية: Digiturk)‏ شركة تركية مشغلة للقنوات الفضائية تأسس عام 1999, بدأت خدمة البث في منتصف 2000، حيث تُشغل خدمة البث لكل من القنوات الفضائية الوطنية وقنواتها الخاصة، الراديو، والبث الموسيقي، ولديها حقوق بث قنوات أجنبية مثل يوروسبورت وإم سي إم وبي بي سي برايم كما تملك أيضا حقوق البث الحصري للدوري التركي الممتاز، كانت لمدة 7 سنوات الباقة المشفرة الوحيدة في تركيا بتقنية Cryptoworks ولديها أكثر من 3.5 مليون مشترك. تبث قنواتها في تركيا ومناطق أوروبا على القمر تركسات و يوتلسات7A على درجة 35 غرب. 

في 2007 خسرت جزءا كبيراً من مشتركيها لصالح منافستها D-Smart رغم كونها لا تزال تحتل المرتبة الأولى.
قبل أن تستحوذ عليها مجموعة بي إن الإعلامية في 13 يوليو 2015، وفي 13 يناير 2017 قامت ديجيترك بإدماج قنواتها (DiziMax,MovieMax و Lig TV) تحت علامة بي إن

(beIN Series، beIN Movies وbeIN Sports)

## لائحة القنوات
ديجيترك لديها باقة قنواتها الخاصة وهي:
- MOVIEMAX STARS
- MOVIEMAX ACTION
- MOVIEMAX PREMIER / MOVIEMAX PREMIER 2
- TÜRKMAX GURME
- DİZİMAX VICE
- SALON 1 / SALON 2 / SALON 3
- DİZİMAX COMEDY

باقة القنوات الرياضية التي تبث الدوري التركي
- LİG TV / LİG TV 2 / LİG TV 3

## روابط خارجية
- الموقع الرسمي
- شبكة بي إن الرياضية
- قائمة قنوات ديجيترك
- شبكة ديجيترك